# Tony Trischka
Tony Trischka (* 16. ledna 1949) je americký hráč na pětistrunné banjo. Má české předky. V roce 1988 vystoupil před 30 tis. diváky na festivalu Porta v plzeňském Lochotíně. V roce 2007 vyhrál International Bluegrass Music Awards ve třech kategoriích.
Působil v kapelách zabývajících se progresivním bluegrassem, jako jsou Breakfest Special či Skyline, s nimiž vydal několik alb. Dále vydal celou řadu sólových alb, ve kterých se snažil zachytit různé stylové vlivy působící na bluegrass a zejména na techniku hry na pětistrunné banjo.
Je autorem mnoha publikací zabývajících se rozborem a výukou hry na pětistrunné banjo.